# Vụ đánh bom Đại sứ quán Hoa Kỳ ở châu Phi năm 1998
Vụ đánh bom Đại sứ quán Mỹ năm 1998 là một loạt các cuộc tấn công xảy ra vào ngày 07 tháng 8 năm 1998, trong đó hàng trăm người đã thiệt mạng trong các vụ nổ bom xe tải diễn ra đồng thời tại đại sứ quán Hoa Kỳ ở phía Đông thành phố lớn châu Phi Dar es Salaam thuộc Tanzania và Nairobi thuộc Kenya. Các cuộc tấn công đã được cho là có mối liên hệ với các thành viên địa phương của Jihad Hồi giáo Ai Cập, khiến Osama bin Laden và Ayman al-Zawahiri được sự chú ý của công chúng Hoa Kỳ lần đầu tiên, và kết quả là Cục điều tra Liên bang Hoa Kỳ đặt Bin Laden vào nhóm 10 người truy nã nhất.